# Julio Terrazas Sandoval
Dom Julio Terrazas Cardeal Sandoval C.Ss.R. (Vallegrande, 7 de março de 1936 - Santa Cruz de la Sierra, 9 de Dezembro de 2015) foi um cardeal boliviano, arcebispo emérito de Santa Cruz de la Sierra.
Recebeu a ordenação presbiteral no dia 29 de julho de 1962, pelas mãos de Dom Bernardo Leonardo Fey Schneider, CSSR. Foi ordenado bispo no dia 8 de junho de 1978, pelas mãos de Dom José Clemente Maurer CSSR, Dom Giuseppe Laigueglia e Dom Jorge Manrique Hurtado.
Foi criado cardeal no consistório de 21 de fevereiro de 2001, presidido por João Paulo II, recebendo o título de Cardeal Presbítero de São João Batista de Rossi.